# Coculi
Coculi (em Crioulo cabo-verdiano, escrito em ALUPEC: Kuklí) é uma aldeia  da freguesia de Santo Crucifixo, do município da Ribeira Grande, a norte da ilha de Santo Antão, em Cabo Verde. Fica situada no vale da ribeira Grande.
É uma aldeia  em grande progresso onde foi recentemente construído um dos melhores liceus do país, construtado em dezembro de 2005.